# Union City, New Jersey

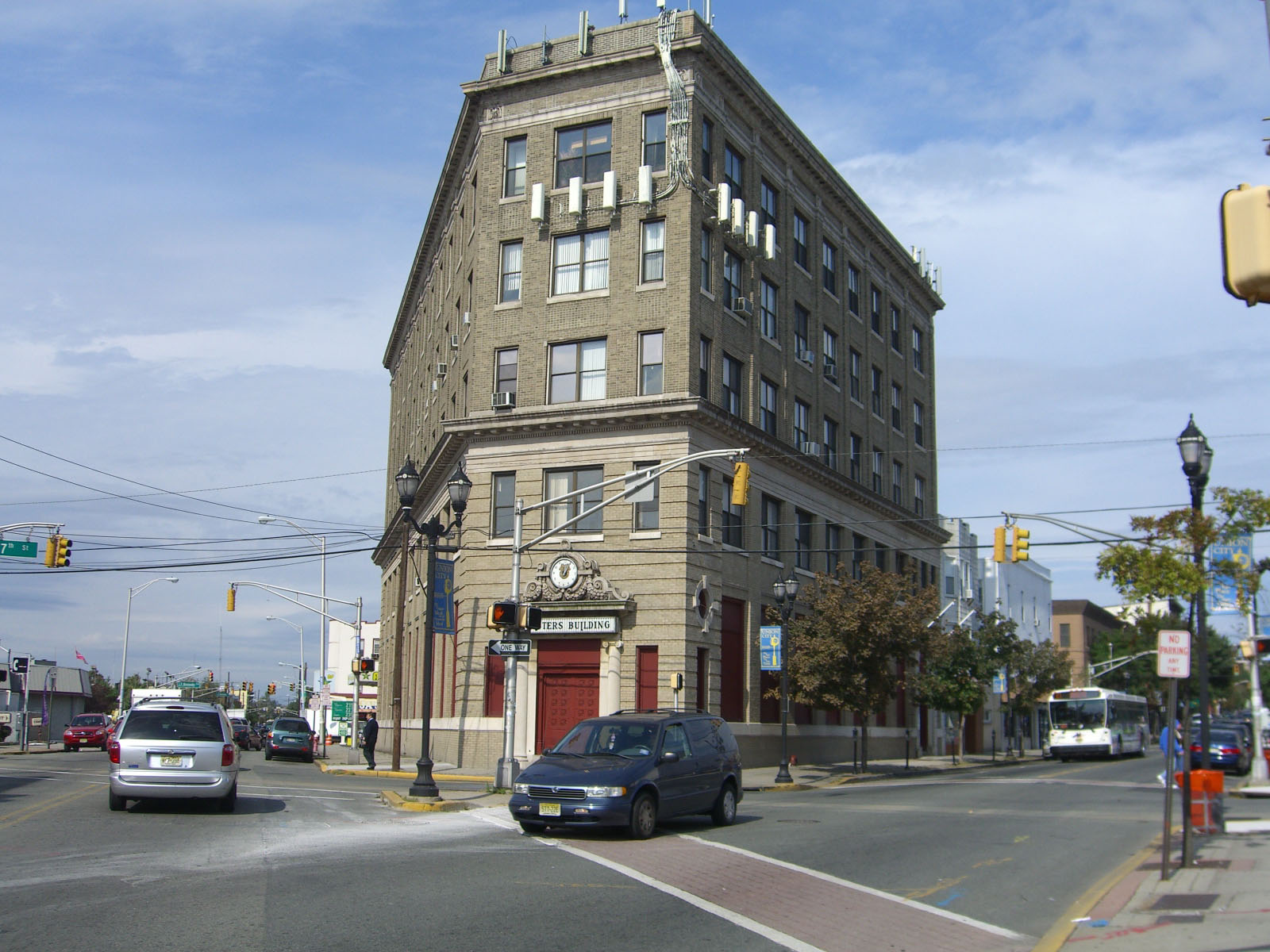

Union City är en stad i Hudson County i New Jersey, USA, med cirka 69 000 invånare (enligt folkräkningen 2020) på en yta av 3,32 km²  Det är den mest tätbefolkade staden i USA. Staden är belägen ett kort stycke väster om Hudsonfloden, som skiljer New Jersey från Manhattan och New York.
Union City grundades 1 januari 1925 genom sammanslagning av stadsdelarna Union Hill och West Hoboken.